# Бадон (патрикій)
Бадон (фр. Bado; д/н — бл. 641) — патрикій Провансу і префект Марселю в 634—641 роках.

## Життєпис
Походив з династії ріпуарських франків. Онук Бабона, патрикія Провансу. Відомостей про діяльність Бадона обмаль. В хроніці Григорія Турського значиться як дукс. У 634 році після відставки Дезидерія призначається на посаду патрикія Провансу і префекта Марселю. Перебував на ній до 641 року, напевне тоді ж помер.